# The Blue Man
The Blue Man es un largometraje canadiense de género terrorífico, con la proyección astral como tema principal.
Fue realizado en 1985 por George Mihalka, autor de My Bloody Valentine. 
También es conocida con el título de Eternal Evil, y como tal ha sido distribuida en DVD en Australia o España.

## Argumento
Un director de comerciales de televisión de Montreal (Winston Rekert), insatisfecho con su trabajo y su vida conyugal, entra en contacto con Janus, una misteriosa mujer (Karen Black), quien le introduce en la proyección astral. Posteriormente descubre posteriormente que mientras duerme se proyecta fuera de control, y empieza a sospechar que puede ser el autor de varios crímenes que están siendo investigados por la policía.

## Producción
La película se rodó íntegramente en la ciudad de Montreal (Quebec, Canadá).

## Reparto
| Actor               | Personaje                    |
| ------------------- | ---------------------------- |
| Winston Rekert      | Paul Sharpe                  |
| Karen Black         | Janus                        |
| John Novak          | Kauffman                     |
| Patty Talbot        | Jennifer Sharpe              |
| Vlasta Vrana        | Scott                        |
| Andrew Bednarski    | Matthew Sharpe               |
| Bronwén Booth       | Isis                         |
| Tom Rack            | Dr. Meister                  |
| Joanne Côté         | Helen                        |
| Philip Spensley     | Bill Pearson                 |
| Ron Lea             | Mick                         |
| Len Watt            | Dr. Morton                   |
| Michael Sinelnikoff | William Duval                |
| Lois Maxwell        | Monica Duval                 |
| Anthony Sherwood    | Jensen                       |
| Walter Massey       | John Westmore                |
| Dean Hagopian       | Guardia                      |
| Adriana Roach       | Secretaria del Dr. Meister   |
| Arthur Grosser      | Profesor Crombie             |
| Lois Dellar         | Ama de casa                  |
| Rob Roy             | Primer ayudante de dirección |
| Roland Nincheri     | Cliente                      |
| Roger Garand        | Emile                        |

## Distribución
La película fue distribuida en VHS por Lightning Video en 1987. Es accesible en DVD Video y en Internet Archive 
al estar considerada de dominio público.

## Premios
La película obtuvo dos nominaciones a los Premios Genie del cine canadiense: Winston Rekert (Best Performance by an Actor in a Leading Role) y Marvin Dolgay (Best Music Score); no obteniendo ninguno de ellos finalmente.